# CLEC1A
CLEC1A‏ (C-type lectin domain family 1 member A) هوَ بروتين يُشَفر بواسطة جين CLEC1A في الإنسان.
يُشفِّر هذا الجين عضوًا من عائلة الليكتين من النوع C/نطاق شبيه الليكتين من النوع C (CTL/CTLD). تشترك أعضاء هذه العائلة في طية بروتينية مشتركة، ولها وظائف متنوعة، مثل التصاق الخلايا، ونقل الإشارات بين الخلايا، ودوران الجليكوبروتين، وأدوار في الالتهاب والاستجابة المناعية. قد يلعب البروتين المُشفَّر دورًا في تنظيم وظيفة الخلايا المتغصنة. وُصِفَت متغيرات الوصل البديل، ولكن لم تُحدَّد طبيعتها البيولوجية بعد. يرتبط هذا الجين ارتباطًا وثيقًا بأعضاء أخرى من عائلة الليكتين من النوع C/CTLD على الكروموسوم 12p13 في منطقة مُركَّب الجينات القاتلة الطبيعية.